# Brunnenkrebse
Die Brunnenkrebse (Bathynellacea) sind eine Ordnung der Krebstiere und die kleinsten Vertreter der Höheren Krebse. Fast alle Arten sind spezialisierte Grundwassertiere und kommen nur selten und ausnahmsweise in Oberflächengewässern vor. Brunnenkrebse sind weltweit verbreitet. Es sind mehr als 200 Arten bekannt, wobei immer noch regelmäßig neue Arten beschrieben werden.
Der deutsche Name „Brunnenkrebse“ wird auf den Erstfund eines Tiers der Ordnung, der Art Bathynella natans, im Jahr 1880 in einem Brunnen in Prag zurückgeführt.

## Beschreibung
Brunnenkrebse sind kleine, wurmartig gestreckte, farblose oder weiß gefärbte Krebse. Die meisten Arten erreichen etwa 1 Millimeter Körperlänge, die größten etwas mehr als 5 Millimeter. Durch die unterirdische Lebensweise ist ihr Körperbau von Rückbildungen geprägt: So fehlen etwa die Augen, die meisten Schwimmbeine oder Pleopoden und der Schwanzfächer. Der Körper ist gegliedert in den Kopf, acht gliedmaßentragende Rumpfsegmente und ein Pleon aus sechs Segmenten, deren letztes mit dem Telson zu einer Einheit verschmolzen ist, so dass fünf freie Somite ausgebildet sind. Es ist kein Rumpfsegment mit dem Kopf verschmolzen, auch ein Carapax fehlt vollständig.
Der Kopf trägt symmetrisch gebaute Mandibeln, denen ein beweglicher Teil (die Lacinia mobilis) immer fehlt. Die ersten und zweiten Maxillen sind einfach gebaut, mit einer unterschiedlichen Anzahl lang bedornter Endite. Die ersten Antennen besitzen drei Grundglieder (Pedunculus) und nur eine Geißel, die zweite ist zu einem kleinen Knopf oder einem stabförmigen Anhang reduziert. Die acht Gliedmaßenpaare des schmalen und langgestreckten, geraden Rumpfabschnitts, die Thoracopoden, sind zweiästige Spaltbeine, mit Ausnahme des achten (bei einigen Gattungen ist das siebte Beinpaar rückgebildet). Dieses ist bei den Männchen zu einem Begattungsorgan umgebildet, beim Weibchen mehr oder weniger reduziert und rudimentär. Die übrigen, die als Laufbeine ausgebildet sind, bestehen aus einem viergliedrigen Endopoditen und einem meist einteiligen Exopoditen, zusätzlich können ein oder zwei winzige Epipodite vorhanden sein. Pleopoden treten bei einigen Arten an den ersten beiden Segmenten des Pleon auf, oft sind ein oder beide Paare rückgebildet. Es handelt sich um einästige, höchstens zweigliedrige kleine Anhänge, die nicht zum Schwimmen eingesetzt werden können. Am Pleotelson (bestehend aus dem Telson und dem damit verschmolzenen letzten Pleonsegment) ist stets ein Paar Uropoden vorhanden, sie besitzen stabförmige, eingliedrige Exo- und Endopoditen. Außerdem ist eine Furca vorhanden, die aus zwei kleinen, bedornten Plättchen (Rami) besteht. Die Bathynellacea sind die einzigen höheren Krebse, die im geschlechtsreifen Stadium eine Furca besitzen.

## Fortpflanzung
Brunnenkrebse sind getrenntgeschlechtlich. Die Weibchen legen im Verhältnis zur Körpergröße relativ große, dotterreiche Eier stets einzeln ab, Eisäckchen oder ähnliche Strukturen fehlen immer. Das Nauplius- und die ersten folgenden Larvenstadien werden noch in der Eihülle durchlaufen. Die schlüpfenden Jungtiere befinden sich, je nach Gattung, in unterschiedlichem Entwicklungsstadium, mit einem, zwei oder drei entwickelten Thorakopoden. Bis zur Geschlechtsreife werden anschließend 8 bis 11 jeweils durch eine Häutung getrennte Stadien durchlaufen. Die ersten Stadien gelten dabei als Larven, Larvenform ist eine Parazoea, da der Körperaufbau noch stark vom adulten abweicht; so dienen die langen Antennen als Fortbewegungsorgane, an der Furca entwickeln sich lange Borsten, die das Tier in Ruhestellung abstützen. Die folgenden Jugendstadien entsprechen in ihrem Körperbau schon in etwa den geschlechtsreifen Tieren, sie werden als Bathynelliden bezeichnet. Einige Forscher vertreten die Ansicht, dass das Adultstadium der Brunnenkrebse tatsächlich eher dem letzten Larvenstadium der anderen Decapoda entspricht, es läge dann ein Fall von Neotenie vor.

## Biologie und Lebensweise
Fast alle Brunnenkrebse leben unterirdisch, meist im Grundwasser, einige auch im Lückensystem im Sediment unterhalb von Oberflächengewässern (Hyporheisches Interstitial). Sie bewegen sich dabei mithilfe der Thorakopoden schlängelnd in einer Bewegung zwischen Laufen und Schwimmen. Im freien Wasser können sie nur unbeholfen schwimmen. Fast alle Arten sind Süßwasserbewohner, es sind aber einige euryhaline Vertreter der Familie Parabathynellidae auch aus Brackwasser, teilweise sogar aus Meerwasser, bekannt, eine Gattung lebt ausschließlich in salzigem Grundwasser. Einige Arten werden aus Thermalquellen bei 55 °C angegeben, andere gelten als kaltstenotherm. Zwei Arten, Bathynella baicalensis und Baicalobathynella magna, sind ausschließlich aus tieferen Wasserschichten des Baikalsees bekannt, sie sind mit über fünf Millimeter Körperlänge die größten Brunnenkrebse.
Zur Ernährung ist fast nichts bekannt, gestützt auf den Bau der Mundwerkzeuge und von ähnlichen Arten wird meist eine unspezialisierte Nahrungsaufnahme von Bakterien und Detritus vermutet. Zwei Gattungen, Iberobathynella und Brevisomabathynella, leben räuberisch von anderen Kleinkrebsen.

## Verbreitung
Brunnenkrebse sind weltweit verbreitet und treten auf allen Kontinenten (mit Ausnahme der Antarktis) auf.
In Deutschland wurden bisher sieben Arten der Bathynellidae, sowie eine erst 2012 neu beschriebene Art der Parabathynellidae (Parabathynella badenwuerttembergensis) nachgewiesen. In Großbritannien und Irland kommt nur eine Art (Antrobathynella stammeri) vor.

## Systematik
Die Ordnung Bathynellacea umfasst zwei Familien:
- Familie Bathynellidae Grobben, 1904 mit 27 Gattungen
- Familie Parabathynellidae Noodt, 1965 mit 39 Gattungen

Die Artenzahl ist schwer anzugeben, da regelmäßig neue Arten beschrieben werden. Außerdem wurden bei einer australischen und einer spanischen Untersuchung zahlreiche genetisch stark getrennte, aber morphologisch nicht unterscheidbare Kryptospezies gefunden, deren Vorhandensein auch aus anderen Regionen vermutet wird. Für 2008/2009 werden etwa 220 bis 240 Arten weltweit angegeben.
Schwestergruppe der Bathynellacea ist die nur auf der Südhalbkugel verbreitete Ordnung Anaspidacea, mit der (und einigen nur fossil bekannten Vertretern) sie die Überordnung Syncarida bildet. Die Syncarida gelten als eine Reliktgruppe, als Rest einer im Paläozoikum weit verbreiteten Verwandtschaft. Allerdings sind fossile Arten, die den Brunnenkrebsen selbst zuzuordnen gewesen wären, nie gefunden worden.
Zur Evolution der Gruppe gibt es zwei Theorien. Einige Wissenschaftler nehmen an, dass sie direkt von marinen Lebensräumen aus das Grundwasser kolonisiert hätten. Andere sind der Ansicht, die heutigen Formen stammen von Arten ab, die ursprünglich in limnischen Oberflächengewässern gelebt hätten, so dass der Übergang ins Süßwasser hier primär wäre.